# Slim Keith
Nancy « Slim » Keith, Lady Keith of Castleacre, née le 15 juillet 1917 à Salinas (Californie) et morte le 16 avril 1990 à New York, est une socialite américaine et icône de la mode dans les années 1950 et 1960, incarnant la jet set américaine. Elle se marie trois fois : d'abord au réalisateur américain Howard Hawks, ensuite au producteur américain Leland Hayward, et enfin au banquier et aristocrate britannique Kenneth Keith, Baron Keith of Castleacre (en).
Elle et son amie Babe Paley ont été l'inspiration à peine voilée des personnages du roman Prières exaucées de Truman Capote. On lui attribue également le rôle d'avoir fait connaître Lauren Bacall à Hollywood en montrant à son mari de l'époque, le producteur Howard Hawks, une couverture de magazine sur laquelle figurait la photo de Bacall.

## Vie personnelle

### Jeunesse
Elle nait Mary Raye Gross à Salinas (Californie) le 15 juillet 1917, d'Edward Gross et de Raye Nell Boyer Gross (sa mère s'appellera plus tard Nancy[réf. nécessaire]). Son père était un homme d'affaires prospère qui possédait plusieurs conserveries dans la ville voisine de Monterey. Elle a une sœur aînée, Theodora, et un frère cadet, Buddy. Au cours de l'hiver 1928, Buddy est mort dans un accident tragique après que sa chemise de nuit a pris feu et causé des brûlures mortelles. Cette perte fractura la famille Gross, Edward accusant sa femme d'être responsable de l'accident.
Nancy est envoyée dans un couvent dominicain à San Rafael. Son père finira par quitter sa mère et tentera de persuader Nancy de choisir son camp dans le divorce, lui promettant une voiture, un cheval et d'autres cadeaux. Nancy, cependant, choisit de rester avec sa mère, provoquant un éloignement permanent entre Edward et sa fille.
À l'age de dix-sept ans elle voyage au Furnace Creek Inn dans la vallée de la Mort, où elle rencontre les acteurs William Powell et Warner Baxter. Par Powell elle fait connaissance du monde de Hollywood et c'est lui qui lui donne le pseudo « Slim » à cause de sa maigreur. Quoiqu'elle vive encore au nord du Californie, elle se met à voyager à Los Angeles chaque mois, où sa charme et spiritualité séduisent des célébrités tels que William Randolph Hearst et sa maîtresse Marion Davies.

#### Mariages
En 1938, elle déménage à Los Angeles avec sa mère et cette année-là elle fait connaissance du réalisateur marié Howard Hawks, qui est son ainé de vingt et un ans. Les deux entament une liaison pendant que Hawks poursuit une divorce qui ne devait se conclure que trois ans plus tard. Elle épouse Hawks en 1941 avec qui elle a une fille, appelée Kitty Hawks, en 1944. C'est à Slim qu'on attribue la découverte de Lauren Bacall. Slim la remarque et la suggère à son épouse pour son film Le Port de l'angoisse (1944). La ligne célèbre de Bacall dans ce film-là, « Tu sais siffler, n'est-ce pas ? » est attribuée aussi à Slim Keith.
Hawks est infidèle en série et Slim le quitte en 1949 en rejoignant Ernest Hemingway à La Havane. Pendant son séjour là, elle rencontre le producteur de film Leland Hayward, qu'elle épouse deux jours après l'achèvement de son divorce avec Hawks. Le couple déménagent à New York City et Slim s'y établit comme mondaine influente. Son mariage à Hayward se termine en 1959 et elle épouse en 1962 le banquier Kenneth Keith, baron Keith de Castleacre, devenant ainsi Lady Keith.

## Idole de la mode
En 1944, elle rencontre la rédactrice du mensuel Harper's Bazaar, Carmel Snow, qui l'admire pour sa beauté et comme l'incarnation de la « Fille californienne ». Snow la fait poser pour la couverture du mensuel et Nancy est si bien accueillie qu'elle pose pour les couvertures de quatre autres mensuels cette année-là. Snow lui offre  même d'en faire rédactrice sur le côté ouest de Harper's Bazaar, mais elle est contrainte de refuser l'offre quand elle apprend qu'elle est enceinte. En 1946, elle est nommée la femme la mieux habillée de l'année par 150 rédacteurs de la mode et stylistes.
En 1946, Keith gagne un Prix de la Mode Neiman Marcus. Selon Vogue, son style caractéristique était « une silhouette longue et mince, des vêtements sportifs et faciles qui accentuaient sa silhouette souple et ses caractéristiques délicates et dans lesquelles elle pouvait encore bouger ».

## Amitié et dispute avec Truman Capote
Slim Keith fait partie des « Cygnes » de l'écrivain Truman Capote. C'est le nom dont il baptise son groupe d'amies intimes telles que Babe Paley, Lee Radziwill et C.Z. Guest. Les femmes sont tous des mondaines notables de New York, mais elles se brouillent avec Capote après qu'il publie son roman Prières exaucées en 1975 dont les personnages sont des versions à peine voilées des Cygnes. Dans ce roman, Capote révèle des détails scandaleux des vies personnelles des Cygnes, y compris Slim Keith (sous le nom de « Lady Ina Coolbirth »). Keith ne lui pardonnera jamais et a même pensé lui faire procès pour diffamation.

## Mort
Grosse fumeuse perpétuelle, Slim Keith souffre d'un cancer du poumon et meurt d'insuffisance cardiaque le 16 avril 1990 au New York Hospital. Ses mémoires, intitulés Mémoires d'une vie riche et imparfaite sont publiés plus tard cette année-là.

## Représentations au cinéma et à la télévision
- Diane Lane interprète le rôle de Slim Keith dans la deuxième saison de la série d'anthologie Feud, qui raconte l'histoire de la querelle entre Capote et ses Cygnes[5].
- Slim Keith est interprétée par Hope Davis dans le biopic de Capote de 2006, Scandaleusement célèbre[8].